# ANAPC2
ANAPC2‏ (Anaphase promoting complex subunit 2) هوَ بروتين يُشَفر بواسطة جين ANAPC2 في الإنسان.